# Боброво (Усвятський район)
Боброво (рос. Боброво) — присілок в Усвятському районі Псковської області Російської Федерації.
Населення становить 10 осіб. Входить до складу муніципального утворення Усвятська волость.

## Історія
Від 2015 року входить до складу муніципального утворення Усвятська волость.

## Населення
| 2001 | 2002 | 2010 |
| ---- | ---- | ---- |
| 8    | ↘7   | ↗10  |